# متلازمة فلين-أيرد
متلازمة فلين-أيرد هي مرض عصبي نادر وراثي يورث بجين وراثي سائد. تشتمل المتلازمة على عيوب في الجهاز العصبي، والسمعي، والهيكل العظمي، والجهاز البصري، والغدد الصماء، وتشمل العديد من الأعراض، وتحمل تشابهًا صارخًا مع متلازمات أخرى معروفة ذات طبيعة جلدية عصبية مثل: متلازمة فيرنر، ومتلازمة كوكاين، ومتلازمة ريفسوم.
تبدأ متلازمة فلين - أيرد عادةً بين سن العاشرة والعشرين، ومع ذلك، شخصت الحالة الأولى في سن السابعة. مع تقدم المتلازمة، تميل الأعراض الأولية إلى التفاقم وتظهر الأعراض الجديدة. على عكس المتلازمات ذات الصلة وعلى الرغم من شدة الأعراض في تطور المرض، لا يبدو أن متلازمة فلين - أيرد تقصر متوسط العمر المتوقع. يتميز المرض بالخرف المبكر، والرنح، والهزال العضلي، وضمور الجلد، وتشوهات العين. بالإضافة إلى ذلك، لدى المرضى القدرة على تطوير عدد من الأعراض الأخرى ذات الصلة مثل: إعتام عدسة العين، والتهاب الشبكية الصباغي، وقصر النظر، وتسوس الأسنان، والاعتلال العصبي المحيطي (تلف الأعصاب المحيطية)، والصمم، وتغيرات العظام الكيسية. اكتشفت هذه المتلازمة لأول مرة في أوائل الخمسينيات من القرن الماضي من قبل أطباء الأعصاب الأمريكيين بّي فلين وروبرت ب.

## العلامات الأعراض
عادةً ما ينمو الأفراد المصابون بهذه المتلازمة بشكل طبيعي حتى بلوغهم العقد الثاني من حياتهم، ولكن لوحظ ظهور الأعراض مبكرًا في سن السابعة. يؤثر العيب الأول الذي لوحظ في الأفراد الذين يعانون من هذه الحالة على الجهاز السمعي ويعرف بالصمم الثنائي للأعصاب. من الأعراض المبكرة الأخرى تطور قصر النظر. بالإضافة إلى الصمم الثنائي للأعصاب وقصر النظر، تشمل الأعراض الأخرى التي تصيب الأفراد المصابين بالمتلازمة في وقت مبكر من تطور المرض الترنح، والهزال العضلي، وآلام عصبية محيطية شديدة مصحوبة أحيانًا بارتفاع بروتين السائل الشوكي، وتيبس المفاصل.
يتأثر الجهاز العصبي المركزي (CNS) بعجز في القشرة الدماغية ما يشير إلى علامات التخلف العقلي على الرغم من أن الملاحظات النفسية تبدو طبيعية نسبيًا للأفراد الذين جرت دراستهم. الصرع اللانمطي هو أيضًا سمة شائعة لخلل الجهاز العصبي المركزي بما في ذلك حبس التعبير، وعدم وضوح الرؤية، وخدر في الوجه والأطراف.
في العقد الثالث من الحالة، يصاب الأفراد بمزيد من المشاكل البصرية بما في ذلك التهاب الشبكية الصباغي وإعتام عدسة العين الثنائي. يعاني المصابون من قيود على المجالات البصرية، والعمى الليلي، والعمى الشديد أو الكامل في نهاية المطاف. يُظهر الأفراد المصابون بهذه المتلازمة العديد من التشوهات الجسدية بما في ذلك التشوهات الهيكلية والبشرية وتحت الجلد. تتميز مشاكل الهيكل العظمي بالجنف وضعف العضلات ما يدل على النوع الحدابي الذي يتبع هزال العضلات والتهاب الأعصاب المحيطية (التهاب الأعصاب). لوحظ ترقق العظام أيضا في كثير من الحالات. ضمور الجلد وتحت الجلد شائع بالإضافة إلى تقرحات الجلد بسبب عدم قدرة الجلد على الشفاء. الصلع هو أحد المظاهر النهائية للمرض. لا يوجد دليل على أن تطور متلازمة فلين - أيرد يقصر من عمر المريض، ولكن الظروف الرهيبة تزيد بالتأكيد من معدلات الاعتلال.

## علم الوراثة
درست عائلة واحدة مكونة من 68 فردًا تزيد أعمارهم عن 5 أجيال، ويشير انتشار المرض بين أفراد الأسرة إلى انتقاله بشكل وراثي سائد غير مرتبط جنسيًا. ويدعم ذلك حقيقة أن المرض فشل في تخطي الأجيال حتى في غياب الزيجات المختلطة وأن الإصابة بالمرض كانت مستقلة عن الجنس. تشير النتائج الحالية إلى أن سبب المرض يمكن تضييقه إلى عيب إنزيمي واحد يشارك في تطوير النسيج الجلدي العصبي، ولكن الآليات الجزيئية الدقيقة غير معروفة حاليًا. قد تكون الأعراض الأخرى التي تظهر مثل عيوب العظام ومرض السكري ثانوية لهذا العيب الأنزيمي.

## الفزيولوجيا المرضية
الآلية الفيزيولوجية المرضية الدقيقة لمتلازمة فلين - أيرد غير معروفة. ومع ذلك، هناك العديد من النظريات المعمول بها فيما يتعلق بطبيعة هذا المرض بما في ذلك وجود إنزيم معيب وراثيًا يشمل أحد مكونات الأنسجة العصبية الجلدية. يقدم هذا التفسير دليلًا على بداية ظهور الحالة المتأخرة، والنتائج المعقدة، والطبيعة المتنوعة للاضطراب، فضلًا عن الحدوث الجيني. بالإضافة إلى ذلك، قد ترتبط بعض جوانب الحالة بجين سائد (S) نظرًا لحقيقة ظهور كمية صغيرة فقط من الندبات بينما كانت العيوب ما تزال تنتقل في العائلة المدروسة. ينظم الجين الكابح التعبير المظهري لجين آخر، خاصة الجين الطافر. قد تكون التشوهات الأخرى ناجمة عن أمراض جهاز الغدد الصماء.

## العلاج
يمكن وصف علاج الأعراض فقط للتعامل مع الاضطرابات للأفراد المصابين. يشير الأصل الجيني لهذا المرض إلى أن العلاج الجيني يحمل أكثر وعد بالتطور المستقبلي للعلاج. ولكن في هذا الوقت لا توجد علاجات محددة لمتلازمة فلين - آيرد.

## تاريخيًا
لاحظ بّي. فلين وروبرت ب تداخل عدد من الأعراض مع العديد من الأمراض العصبية المعروفة مثل متلازمة فيرنر ومتلازمة ريفسوم ومتلازمة كوكاين، والتي يمكن أن تشير إلى أصول مسببة مماثلة. ومع ذلك، فإن هذه المتلازمات موروثة بشكل متنحي على عكس الوراثة السائدة التي شوهدت في الأسرة التي درسها بّي. فلين وروبرت ب أظهر نحو 15٪ من أفراد الأسرة أعراضًا كاملة مميزة للمرض بينما أظهر البعض الآخر بعض الأعراض التي تتداخل مع المظهر السريري العام للمتلازمة.

## البحوث العلمية
بعد الاستفسار الأولي من قبل بّي. فلين وروبرت ب، نشرت دراستي حالة فقط في ألمانيا واليابان بشكل موثوق ولكن لا يمكن الوصول إليهما حاليًا. في هذا الوقت لا يوجد ما يشير إلى مزيد من التحقيق العلمي في متلازمة فلين - أيرد. ومع ذلك، هناك بحث حول متلازمات أخرى أكثر شيوعًا مثل متلازمة فيرنر ومتلازمة كوكاين ومتلازمة ريفسوم التي قد تساعد في فهم متلازمة فلين - أيرد بشكل أفضل.